# Feketehátú villásrigó
A feketehátú villásrigó (Enicurus immaculatus) a madarak osztályának a verébalakúak (Passeriformes) rendjéhez és a  légykapófélék (Muscicapidae) családjához tartozó faj.

## Rendszerezése
A fajt Brian Houghton Hodgson angol ornitológus írta le 1836-ban, a Motacilla nembe Motacilla (Enicurus) Immaculatus néven.

## Előfordulása
Banglades, Bhután, India, Mianmar, Nepál és Thaiföld területén honos. Természetes élőhelyei a szubtrópusi vagy trópusi síkvidéki esőerdők, folyók és patakok környékén. Állandó, nem vonuló faj.

## Megjelenése
Testhossza 25 centiméter, testtömege 25-29 gramm.

## Természetvédelmi helyzete
Az elterjedési területe nagyon nagy, egyedszáma pedig stabil. A Természetvédelmi Világszövetség Vörös listáján nem fenyegetett fajként szerepel.